# Лун
Лун је насељено место у саставу града Новаље, на острву Пагу у Личко-сењској жупанији, Република Хрватска.

## Историја
До територијалне реорганизације у Хрватској налазио се у саставу старе општине Раб.

## Становништво
На попису становништва 2011. године, Лун је имао 307 становника.

## Попис1991.
На попису становништва 1991. године, насељено место Лун је имало 357 становника, следећег националног састава:
| Попис 1991.‍ | Попис 1991.‍ | Попис 1991.‍ | Попис 1991.‍ | Попис 1991.‍ |
| ----------- | ----------- | ----------- | ----------- | ----------- |
|             |             |             |             |             |
| Хрвати      | Хрвати      |             | 345         | 96,63%      |
| Срби        | Срби        |             | 1           | 0,28%       |
| непознато   | непознато   |             | 11          | 3,08%       |
| укупно: 357 |             |             |             |             |